# الأنثروبولوجيا في 1980 - 1989
الخط الزمني للأنثروبولوجيا، 180–1989

## أحداث
1984 
- تم اكتشاف ولد توركانا.

1986 
- إطلاق مشروع الجينوم البشري.

1989 
- تأسيس المتحف الوطني للهنود الأميركيين في الولايات المتحدة.

## المنشورات
1980 
- نيجارا:مسرح الدولة في بالي في القرن التاسع عشر (بالإنجليزية: Negara: The Theatre State in Nineteenth-Century Bali)‏، تأليف كليفورد غيرتز
- «الشيطان والصنمية السلعية في أمريكا الجنوبية» (بالإنجليزية: The Devil and Commodity Fetishism in South America)‏، تأليف مايكل تاوسيغ

1981 
- «عبثا حاولت أن أقول لك: مقالات حول الشعر الإثني عند الأميركيين الأصليين.» (بالإنجليزية: In Vain I Tried To Tell You: Essays in Native American Ethnopoetics)‏، تأليف ديل هايمز
- «نسا: حياة وكلمات امرأة الكونغ» (بالإنجليزية: Nisa: The Life and Words of a !Kung Woman)‏ ، تأليف مارجوري شوستاك

1982 
- أوروبا و الشعب بلا تاريخ" (بالإنجليزية: Europe and the People Without History)‏، تأليف إيريك وولف

1983 
- «المعارف المحلية: مزيد من المقالات في الأنثروبولوجيا التأويلية» (بالإنجليزية: Local Knowledge: further essays in interpretive anthropology)‏، تأليف كليفورد غيرتز

1984 
- «ميولوس: خرافة من العصر الحجري حول ممارسة الجنس» (بالإنجليزية: Muelos: A Stone Age Superstition about Sexuality)‏، تأليف ويستون لا بري

1985 
- «الحلاوة والسلطة: مكانة السكر في التاريخ الحديث» (بالإنجليزية: Sweetness And Power : The Place Of Sugar In Modern History)‏، تأليف سيدني مينتز

1986 
- «كتابة الثقافة» {{إنج|Writing Cultureْْ ، تحرير جيمس كليفورد وجورج ماركوس

1988 
- «الهرمية، التاريخ والطبيعة البشرية» (بالإنجليزية: Hierarchy, History, and Human Nature)‏، تأليف دونالد براون.

1989 
- «الجين الأناني» (بالإنجليزية: The Selfish Gene)‏، تأليف ريتشارد دوكنز
- «نوعنا: من نحن، من أين أتينا، إلى أين نحن ذاهبون» (بالإنجليزية: Our Kind: Who We Are, Where We Came From, Where We Are Going)‏، تأليف مارفن هاريس

## الوفيات
1980 
- جريجوري باتيسون
- يوهانس نيكولايسن

1981 
- كارلتون كون
- مارفن أوبلر

1983 
- ماير فورتيس
- هيرجي كليفان
- كاروبيثليرد
- فيكتور تيرنر

1984 
- ميشيل فوكو
- أودري ريتشاردز

1985 
- كارل غوستاف إيزيكويتس
- جورج بيتر موردوك
- باربرا ميرهوف

1986 
- مورتون فرايد
- خدمة علمان

1989 
- إدموند ليتش

## الجوائز
1980 
- جائزة ميد مارجريت: بريجيت جوردن

1981 
- جائزة ميد مارجريت: نانسي شيبر هيوز

1984 
- جائزة ميد مارجريت: سو أيرستوف

1985 
- جائزة ميد مارجريت: سوزان سكريمشو

1986 
- جائزة ميد مارجريت: جيل كوربن

1989 
- جائزة ميد مارجريت: مارك نيتشتر